# Henryk Lewczuk
Henryk Lewczuk, ps. „Młot” (ur. 4 lipca 1923 w Chełmie, zm. 15 czerwca 2009 tamże) – polski żołnierz, członek Armii Krajowej oraz organizacji Wolność i Niezawisłość, działacz emigracyjny i polityk, poseł na Sejm IV kadencji.

## Życiorys
Syn Józefa i Władysławy z domu Ostrowskiej. Jego ojciec brał udział w wojnie polsko-bolszewickiej oraz działał w Polskiej Partii Socjalistycznej. Henryk Lewczuk uczęszczał do Szkoły Powszechnej im. ks. Stanisława Staszica, a następnie do Państwowego Gimnazjum Koedukacyjnego im. Stefana Czarnieckiego w Chełmie. Uczestniczył w wojnie obronnej 1939. Później był dowódcą drużyny w oddziale partyzanckim Zygmunta Szumowskiego (ps. „Sędzimir”), brał udział w walkach z Niemcami w Lasach Parczewskich, pod Kolonią Warszawską i Czółnami. Działał w konspiracji w ramach Związku Walki Zbrojnej-Armii Krajowej. Uzyskał promocję w Oficerskiej Szkole Artylerii w Chełmie, następnie wstąpił do antykomunistycznego podziemia, gdzie działał w latach 1945–1947 (w ramach organizacji Wolność i Niezawisłość). Stworzył duży, dobrze wyposażony oddział, jako jedyny walczący do 1947 w obwodzie chełmskim. W maju 1946 oddział ten brał udział w uwolnieniu więźniów Powiatowego Urzędu Bezpieczeństwa Publicznego w Hrubieszowie.
Ujawnił się wraz z oddziałem w marcu 1947, w następnym roku wyemigrował na Zachód. Po krótkim pobycie w Monachium osiedlił się we Francji. Kierował tam jednym z okręgów polonijnej organizacji młodzieżowej „Ogniwo”.
Do Polski powrócił w 1992. Był jednym z założycieli Ruchu Odbudowy Polski. Bez powodzenia kandydował z jego ramienia do Senatu w wyborach parlamentarnych w 1997. Od 1994 zasiadał w radzie miasta Chełm II kadencji, a w latach 1998–2001 sprawował mandat radnego Sejmiku Województwa Lubelskiego z ramienia Akcji Wyborczej Solidarność. W późniejszym czasie przeprowadził się do Warszawy. W wyborach parlamentarnych w 2001 został wybrany na posła IV kadencji. Startował z listy Ligi Polskich Rodzin w okręgu chełmskim, w Sejmie należał do koła poselskiego ROP. W 2005 nie uzyskał mandatu, kandydując z ramienia Ruchu Patriotycznego.
Zmarł 15 czerwca 2009 w Chełmie, pochowany został 25 czerwca tego samego roku na cmentarzu parafialnym w rodzinnym mieście.

## Odznaczenia
W 2008 prezydent RP Lech Kaczyński nadał mu Krzyż Komandorski z Gwiazdą Orderu Odrodzenia Polski.